# Chroniques yéménites

## Présentation de la revue
Consacrées à la péninsule Arabique et à la Corne de l'Afrique, les Chroniques yéménites sont une revue annuelle en langues française et arabe, éditée depuis 1993 par le Centre Français d'Archéologie et de Sciences Sociales (CEFAS) de Sanaa (ministère des Affaires étrangères/CNRS). Y sont regroupés des bilans de recherche, des traductions et des bibliographies thématiques, relevant de toutes les disciplines des sciences humaines et sociales, de l’archéologie antique à la littérature contemporaine, en passant par l’économie, l’anthropologie ou la politique.

## Politique éditoriale
La revue est accessible en texte intégral sur OpenEdition Journals, sans délai de restriction. Elle y est propulsée par le  CMS libre Lodel. 